# Stiphrolamyra vitai
Stiphrolamyra vitai là một loài ruồi trong họ Asilidae. Stiphrolamyra vitai được Hradský & Geller-Grimm miêu tả năm 1997. Loài này phân bố ở vùng Cổ Bắc giới.